# Café Halte
Café Halte,  Café Halt, Eschweiler-Halte – mała miejscowość (lieu-dit) w północnym Luksemburgu, w kantonie Wiltz, w gminie Wiltz. Do 3 października 2015 miejscowość leżała w dystrykcie Diekirch, a do 31 grudnia 2014 należała do gminy Eschweiler. 